# Miramar Clube Valadares
Pour les articles homonymes, voir Miramar.
Le Miramar est une équipe de football en salle basé à Miramar vers Vila Nova de Gaia.

## Palmarès
- Championnat du Portugal
  - Vainqueur : 1997, 2000
- Coupe du Portugal
  - Vainqueur : 1998
- Supercoupe du Portugal
  - Vainqueur : 2001
  - Finaliste : 1999